# Asesinato de Madge Oberholtzer
Madge Augustine Oberholtzer (Indianápolis, Indiana; 10 de noviembre de 1896–ibid., 14 de abril de 1925) fue una joven estadounidense cuya violación y asesinato desempeñaron un papel fundamental en la desaparición de la segunda encarnación del Ku Klux Klan. En marzo de 1925, mientras trabajaba para el estado de Indiana en una campaña de alfabetización de adultos, Oberholtzer fue secuestrada por D. C. Stephenson, Gran Dragón del Klan de Indiana. Stephenson la mantuvo cautiva en su vagón de tren privado, donde la violó y torturó. Oberholtzer murió a causa de una infección estafilocócica provocada por sus lesiones y de una insuficiencia renal por envenenamiento con cloruro de mercurio, que tomó mientras estaba cautiva en un intento de suicidio.
Tras el intento de suicidio, los hombres de Stephenson la devolvieron a su casa, asumiendo que sus lesiones pronto resultarían fatales y creyendo que su influyente líder era inmune a cualquier procesamiento. Sin embargo, Oberholtzer recuperó la conciencia el tiempo suficiente para dar una declaración firmada a la policía. Describió las agresiones de Stephenson, lo que llevó a su condena en el juicio y al rápido descenso del número de miembros del KKK en Indiana.

## Primeros años
Hija de padres germano-estadounidenses, Madge Oberholtzer creció en Indianápolis, donde su padre trabajaba como empleado de correos y su familia pertenecía a la Iglesia Metodista de Irvington. Oberholtzer estudió inglés, matemáticas, zoología y lógica en la Universidad Butler, pero abandonó los estudios al final de su tercer año sin dar ninguna explicación. Durante toda su vida, vivió con sus padres en Irvington. Cuando conoció a Stephenson, Oberholtzer era la directora del Círculo de Lectura para Jóvenes de Indiana, una sección especial del Departamento de Instrucción Pública de Indiana. Sin embargo, oyó rumores de que su trabajo y el programa del Círculo de Lectura estaban a punto de ser eliminados debido a recortes presupuestarios.

## Asesinato y consecuencias
Oberholtzer conoció a Stephenson mientras asistía a la fiesta de investidura del gobernador Edward L. Jackson en el Indianapolis Athletic Club el 12 de enero de 1925. En su declaración antes de morir, Oberholtzer afirmó que él le pidió salir varias veces después del banquete, pero ella se negó; finalmente accedió y cenaron juntos. Tras esa cita, Stephenson llamó a Oberholtzer por teléfono varias veces. Ella finalmente accedió a quedar con él para cenar en el Hotel Washington.
Los dos comenzaron a verse con más frecuencia y Oberholtzer actuó como asistente de Stephenson durante la sesión de 1925 de la Asamblea General de Indiana, llevando mensajes de su oficina a sus amigos. También le ayudó a escribir un libro sobre nutrición, One Hundred Years of Health. Aprovechando sus contactos en el Círculo de Lectura, Oberholtzer pretendía ayudar a Stephenson a vender el libro a las bibliotecas escolares de todo el estado. Ella puso fin a su relación después de asistir a una fiesta en su mansión. No volvieron a verse hasta el domingo 15 de marzo.
Alrededor de las 10:00 p. m. del 15 de marzo, Oberholtzer regresó a casa después de pasar la noche con una amiga. Su madre le dijo que la secretaria de Stephenson había llamado y dicho que él se marchaba a Chicago, dejando un mensaje para que lo llamara antes de irse. Oberholtzer llamó a Stephenson, quien le dijo que intentaría proteger el programa Reading Circle y su trabajo si ella accedía a verle. Se puso un vestido de terciopelo negro y un guardaespaldas al que ella identificó como «Sr. Gentry» (su nombre era Earl Gentry) llegó y la acompañó a la mansión de Stephenson, a pocas manzanas de distancia. Cuando llegó, Stephenson, Gentry y otro guardaespaldas que Oberholtzer identificó como «Clenck» la llevaron a la cocina y la obligaron a beber whisky hasta que se sintió mal. Luego, los tres hombres la llevaron arriba, y Stephenson sacó un revólver de un cajón de la cómoda y la obligó a acercarse a él a punta de pistola.
Oberholtzer dijo que los hombres la llevaron al garaje y la obligaron a subir al coche de Stephenson. Antes de marcharse, Stephenson le dijo a Clenck que se quedara atrás y le dijera a su socio, Claude Worley, que se iba a Chicago para una reunión de negocios. Cuando llegaron a la estación de tren, Stephenson y Gentry obligaron a Oberholtzer a subir al tren privado de Stephenson con destino a Chicago. Nada más entrar en el compartimento del tren, Stephenson la agarró por la parte inferior del vestido y se lo quitó por la cabeza. A continuación, le agarró las manos, le arrancó el resto de la ropa, la empujó a la cama inferior y la violó repetidamente. También le mordió por todo el cuerpo; un examen posterior reveló profundas heridas por mordeduras en la cara, el cuello, los pechos, la espalda, las piernas, los tobillos y la lengua. Oberholtzer, todavía intoxicada e incapaz de resistirse, finalmente se desmayó.
Al despertar, Oberholtzer se enfrentó a Stephenson y le dijo: «¡La ley te atrapará!». Debido a que las conexiones de Stephenson con el Ku Klux Klan de Indiana le daban un enorme poder político, él se rió y respondió: «Yo soy la ley en Indiana». Gentry y Stephenson vistieron a Oberholtzer y le dijeron que pararían en Hammond, donde los tres se registraron en el Hotel Indiana. Stephenson obligó a Oberholtzer a decir que era su esposa para poder compartir la misma habitación. La obligó a escribir un telegrama a su madre diciendo que había decidido irse a Chicago con él. Mientras Stephenson dormía, Oberholtzer cogió su revólver para suicidarse, pero cambió de opinión por temor a deshonrar a su madre. En su lugar, decidió suicidarse tomando veneno. A la mañana siguiente, Oberholtzer convenció a Stephenson para que se pusiera en contacto con su chófer, Ernest «Shorty» DeFriese, y le dijera que fuera al hotel para que ella pudiera comprar un sombrero de seda negro.
Tras comprar el sombrero, Oberholtzer le pidió a Shorty que la llevara a una farmacia para comprar colorete. Compró una caja entera de pastillas de cloruro mercúrico. Oberholtzer regresó a su habitación, pero, aún débil por las heridas que le había infligido Stephenson, solo consiguió tragar tres pastillas. Vomitó sangre durante el resto del día. Stephenson insistió en que no la llevaría al hospital a menos que ella accediera a ir a una capilla cercana y casarse con él; sin embargo, entró en pánico y ordenó a Shorty que los llevara de vuelta a Indianápolis. Cuando le preguntaron qué había pasado, un guardaespaldas dijo que había tenido un accidente de coche.
Los padres de Oberholtzer llamaron inmediatamente a un médico, pero no se pudo hacer nada para salvarla. El 28 de marzo, Oberholtzer explicó lo que le había sucedido en una declaración firmada. Murió el 14 de abril de 1925 a causa de una infección por estafilococos provocada por las mordeduras, además de insuficiencia renal por envenenamiento por mercurio.

### Juicio
Stephenson fue acusado el 3 de abril de 1925 por violación, secuestro, agresión con intención de matar y lesiones graves con intención maliciosa. Earl Gentry y Earl Klinck fueron acusados de asesinato en primer grado y conspiración para cometer secuestro. El médico que había examinado a Oberholtzer testificó que las lesiones que había sufrido eran suficientes para causarle la muerte, ya que sus heridas se infectaron y la infección se extendió a los pulmones y los riñones. El abogado de Stephenson alegó que Oberholtzer se había suicidado, afirmando que el violador no podía haber previsto su comportamiento. La fiscalía respondió que, según el testimonio médico, una atención médica inmediata podría haberle salvado la vida. Durante sus alegatos finales, el fiscal Charles Cox denunció a Stephenson como «destructor de la virtud y la feminidad». Dijo que quería que los tres hombres fueran declarados culpables de asesinato en primer grado:

Estos hombres deberían ser enviados a la silla eléctrica, al patíbulo...

El jurado declaró a Stephenson culpable de asesinato en segundo grado, violación y secuestro, y el tribunal lo condenó a cadena perpetua. Gentry y Klinck fueron absueltos. El Tribunal Supremo de Indiana rechazó la apelación de Stephenson. Este caso todavía se enseña en las facultades de derecho como ejemplo de la ampliación de las relaciones causales que definen el homicidio. Más tarde se descubrió que el jurado estaba dividido sobre el destino de Stephenson. Cuatro miembros del jurado querían que fuera declarado culpable de asesinato en primer grado y ejecutado. Los demás querían declararlo culpable de asesinato en segundo grado o homicidio involuntario. Finalmente, llegaron a un acuerdo con una condena por asesinato en segundo grado.

### Hechos posteriores
El brutal ataque contra Oberholtzer indignó tanto a la mayoría de los miembros del Ku Klux Klan de Indiana que todas las logias renunciaron en masa y el número de afiliados se redujo en decenas de miles. El escándalo destruyó al Ku Klux Klan en Indiana y, en los dos años siguientes, la organización perdió más de 178 000 miembros, llegando casi a desaparecer.
Tras denegársele el indulto en 1926, Stephenson comenzó a hablar con el Indianapolis Times, dando los nombres de los funcionarios que habían aceptado sobornos y pagos del Ku Klux Klan, lo que provocó una investigación por parte del periódico. El estado de Indiana finalmente acusó a varios funcionarios de alto rango, entre ellos el gobernador Edward L. Jackson y el jefe del Partido Republicano en el condado de Marion. Otros funcionarios locales dimitieron al enfrentarse a los cargos. La investigación del Times reveló una corrupción política generalizada, lo que contribuyó a la destrucción del Ku Klux Klan en Indiana y en todo el país. En febrero de 1928, el número de miembros del KKK en el estado se había reducido a solo 4000, desde un máximo de más de 250 000 miembros en 1925.
En julio de 1934, Earl Gentry fue asesinado a tiros a los 47 años en Jefferson (Wisconsin). Llevaba ocho años viviendo como huésped con una mujer llamada Carrie Gill. Carl Church, también conocido como George Slim King, confesó haberlo matado después de que Gill le pagara 60 dólares por hacerlo. Church dijo que llevó a Gentry «a dar un paseo» y lo ejecutó al estilo de las bandas. En su confesión, dijo que no se arrepentía de haber matado a Gentry, conocido como «el enemigo público número uno del condado de Jefferson». Church dijo que se enfureció al saber que Gentry había maltratado a Gill:

Durante el tiempo que trabajé para Carrie, supe que Earl Gentry la maltrataba y que ella tenía los ojos morados en varias ocasiones. Esto no me gustaba, ya que ella era muy buena conmigo y me trataba como mi propia madre.

Gentry había sido arrestado en repetidas ocasiones por diversos cargos. En una ocasión, se enfadó por los comentarios de un compañero de copas y lo apuñaló hasta matarlo. Sin embargo, cada vez era puesto en libertad, ya que ninguno de los testigos estaba dispuesto a testificar en su contra por miedo a posibles represalias. En este sentido, Church dijo que había prestado un servicio a la sociedad al matar a Gentry:

Debería haber sido asesinado hace mucho tiempo. Me alegro de haberlo hecho. Volvería a hacerlo. Me ha proporcionado una satisfacción valorada en un millón de dólares haberlo eliminado.

Varios días después, Church se declaró culpable de asesinato en primer grado y fue condenado a cadena perpetua. En octubre de 1934, un jurado absolvió a Gill del asesinato. En 1935, su hermano, Ferdinand, se declaró culpable de ser cómplice de asesinato por ayudar a enterrar el cuerpo y fue multado con 100 dólares. En 1942, el gobernador Julius P. Heil conmutó la cadena perpetua de Church, lo que le permitió optar inmediatamente a la libertad condicional. Fue puesto en libertad en 1944 y se trasladó a California.
En 1928, Klinck fue arrestado por falsificar el nombre de su compañero del Ku Klux Klan William Rogers en una declaración jurada falsa en la que afirmaba que varios hombres habían pagado a Rogers para que testificara que había visto al senador James E. Watson con una tarjeta del Ku Klux Klan. Klinck fue declarado culpable de ser cómplice antes del hecho de la falsa certificación de una declaración jurada. Fue condenado a entre uno y tres años de prisión y multado con 100 dólares.
Stephenson salió en libertad condicional el 23 de marzo de 1950, pero violó las condiciones de su libertad condicional al desaparecer alrededor del 25 de septiembre de ese año. Fue capturado en Mineápolis el 15 de diciembre y, en 1951, el tribunal le condenó a cumplir otros diez años de prisión. Salió en libertad condicional el 22 de diciembre de 1956, con la condición de que abandonara Indiana y no volviera nunca más.
En 1961, Stephenson fue arrestado en Tennessee a la edad de 70 años acusado de agredir sexualmente a una chica de 16 años, pero los cargos fueron retirados por falta de pruebas. Murió cinco años después.